# Ramón Souto

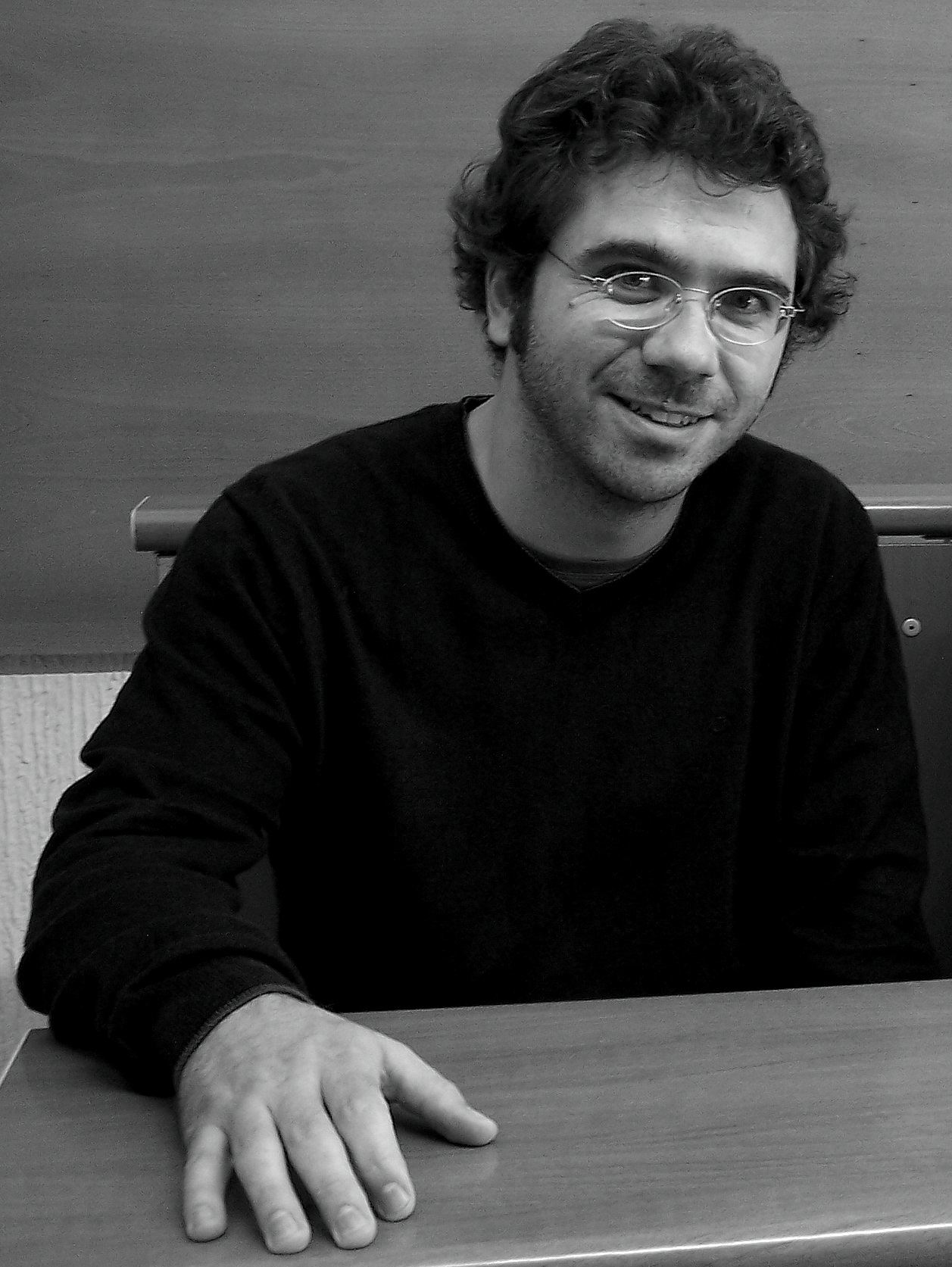

Ramón Souto Caride (geb. 21. April 1976 in Vigo) ist ein spanischer Komponist. Er ist Gründer und künstlerischer Leiter des  Kammerorchesters Vertixe Sonora Ensemble.

## Leben
Nach dem Studium an der C.S.M. Vigo und der C.L.E.M. Barcelona arbeitete er mit der Theatergruppe Artello zusammen, für deren Shows fabel und polgariño er die Musik schrieb.
Er schloss sich der experimentellen Plattform BAUR an und nahm an Veranstaltungen teil, auf denen sich freie Improvisation, Progressive Rock oder Free Jazz abwechselten.
Parallel stellte er seine Arbeit auf Meetings und großen Festivals wie dem Latin American Composers Festival Injuve, Villafranca, Acanthes, Spanish Music Festival von Cadiz vor. Er erhielt dabei Auszeichnungen wie eine lobende Erwähnung bei dem 2008 Ossia International Composition Competition  in New York.
Souto arbeitet eng mit Künstlern wie Yi-Chung Chen, Juan Carlos Garvayo, Donatienne Michel-Dansac und Dichtern wie Jorge Riechmann zusammen.
Derzeit ist er Professor für Musik an der IES de Mos (Mos, Pontevedra).

## Werke (Auswahl)

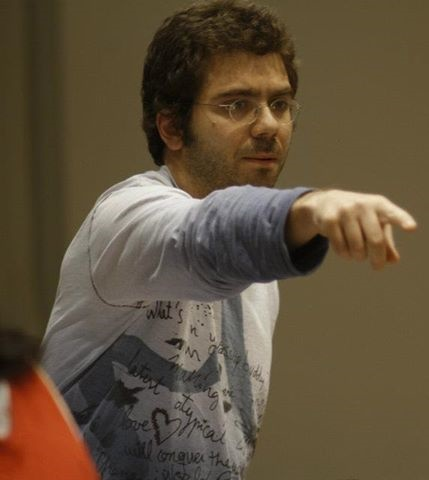
Ramón Souto im Konzert

- Orchester: Todo lo que le hice a TOTOLA aquella noche
- Kammermusik: Sexteto, In Sospenso, Fricción, Construcción de un verso, Hikmet habitado.
- Solo-Werke: Mi gran dolor americano.
- Vokalwerke:
  - Gemischter Chor a cappella: 2 Chorlieder, 6 erste Gedichte, Kinderspiele und Quer pouco.
  - Singstimme und Klavier: Zwei Gedichte und 5 Lieder.
- Elektroakustik: Backettianas 1 und 2.
- Musiktheater: fábula und polgariño.